# 阿吒曩胝经
《阿吒曩胝經》，（巴利語：[Āṭānāṭiya Sutta] 错误：{{Lang}}：無法辨識語言標籤 ISAT（帮助）、梵語：Āṭānāṭika Sūtra），南传上座部佛教《巴利文大藏经》中的长部第三十二部经。
阿吒曩胝又作阿吒那劍、阿吒那智、阿吒那吒（Āṭānāṭā），是多聞天王（毘沙門天王）所居宮城之一的名號。
该经讲述，佛陀在王舍城灵鹫山时，四天王带着夜叉军、乾达婆军、鸠盘荼军和龙军前来拜见。北天王毗沙门说，由于佛陀教导不杀生、不偷盗、不淫欲、不妄语、不酗酒，大多数夜叉不信奉佛法。因此其向佛陀诵阿吒曩胝经，并告诉佛陀，任何比丘、比丘尼、优婆塞、优婆夷，只要记住该经，无论夜叉、乾达婆、鸠盘荼或龙前来骚扰都不会得逞。然後佛陀嘱咐比丘记住该护经。
该佛经在北传佛教的《大正新修大藏经》对应经典为北宋法天譯《毘沙門天王經》（No.1245）。